# Joe DiMaggio
Joseph Paul "Joe" DiMaggio (Martinez, 25 de novembro de 1914 — Hollywood, 8 de março de 1999) foi um jogador de beisebol norte-americano que jogou no New York Yankees na MLB. Ele foi eleito para o Hall of Fame do beisebol em 1955. Ele é o irmão do meio dos também jogadores Vince e Dom.
Nascido Giuseppe Paolo DiMaggio Jr. numa família ítalo-americana, seus pais Giuseppe Di Maggio e Rosalia Mercurio eram da localidade de Isola delle Femmine, Sicília.
DiMaggio foi nomeado três vezes MVP da MLB e foi selecionado treze vezes para o All-Star Game (o único jogador a ser selecionado para o Jogo das Estrelas em todas as temporadas em que atuou). Na sua aposentadoria, era o quinto maior rebatedor de home runs na história das grandes ligas com 361 HRs e o sexto em slugging percentage, com 57,9%. Ele é mais conhecido por sua sequência de 56 jogos com pelo menos uma rebatida (de 15 de maio a 16 de julho de 1941), que ainda é recorde na MLB.
Joe DiMaggio se aposentou em 1951 como um dos melhores jogadores de todos os tempos do Yankees.
Em 1969, por sua conduta impecável, recebeu o prêmio dos profissionais do beisebol e foi eleito o maior esportista vivo.

## Casamentos

### Dorothy Arnold
Eles se casaram na Igreja de São Pedro e São Paulo em São Francisco em 19 de novembro de 1939, enquanto 20 000 simpatizantes lotavam as ruas. O casal se divorciou em 1944, enquanto ele estava de licença do Yankees durante a Segunda Guerra Mundial.

### Marilyn Monroe
De acordo com sua autobiografia My Story, escrita por Ben Hecht, Marilyn Monroe originalmente não queria conhecer DiMaggio, temendo que ele fosse um atleta arrogante estereotipado. Embora ela sofresse de endometriose, Monroe e DiMaggio expressaram aos repórteres seu desejo de começar uma família.

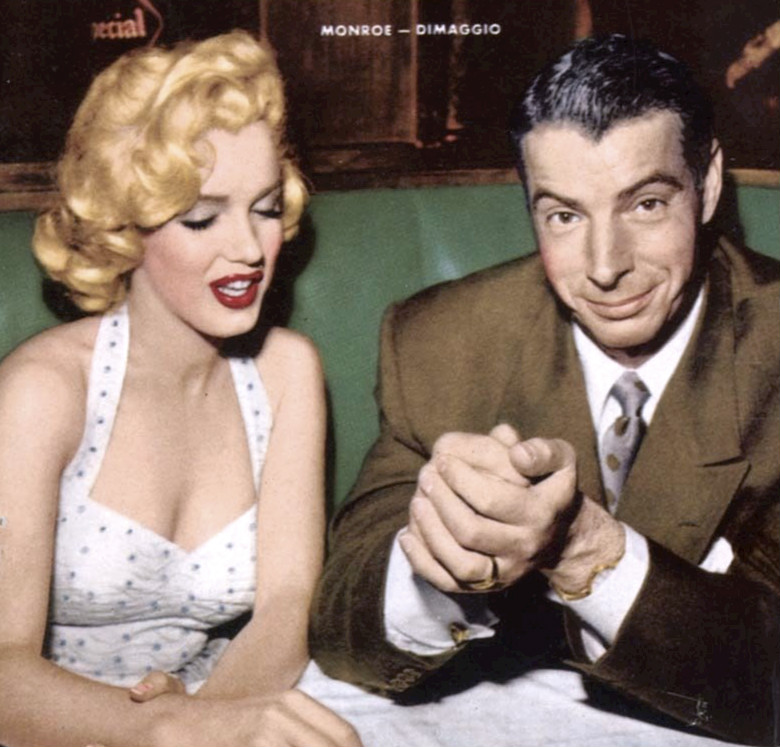
Monroe e DiMaggio quando se casaram em janeiro de 1954

O relacionamento foi perturbado desde o início pelo ciúme e atitude controladora de DiMaggio; ele também era fisicamente abusivo. Depois de retornar de Nova York para Hollywood em outubro de 1954, Monroe pediu o divórcio de DiMaggio, após apenas nove meses de casamento. Após o fracasso de seu casamento, DiMaggio fez terapia, parou de beber álcool e expandiu seus interesses além do beisebol.
DiMaggio reentrou na vida de Monroe quando seu casamento com Arthur Miller estava terminando. Em 10 de fevereiro de 1961, ele garantiu sua liberação da Clínica Psiquiátrica Payne Whitney em Manhattan. Ela se juntou a ele na Flórida, onde era treinador de rebatidas dos Yankees. Sua alegação de "apenas amigos" não impediu que rumores de novo casamento voassem. 
De acordo com a biografia de Maury Allen, DiMaggio, ficou alarmado com a forma como Monroe se envolveu com pessoas que ele considerava prejudiciais ao seu bem-estar. Val Monette, dono de uma empresa de abastecimento militar pós-câmbio, disse a Allen que DiMaggio deixou seu emprego em 1º de agosto de 1962, porque decidiu pedir a Monroe em casamento novamente.
Quatro dias depois, em 5 de agosto, Monroe foi encontrada morta em sua casa em Brentwood, Los Angeles, depois que a governanta Eunice Murray telefonou para o psiquiatra de Monroe, Dr. Ralph Greenson. O filho de DiMaggio tinha falado com Monroe ao telefone na noite de sua morte e disse que ela parecia bem. Sua morte foi considerada um provável suicídio pelo "Coroner das Estrelas" Thomas Noguchi. Também tem sido objeto de teorias da conspiração.
Devastado, DiMaggio reivindicou seu corpo e providenciou seu funeral no cemitério Westwood Village Memorial Park; ele proibiu a participação da elite de Hollywood, bem como membros da família Kennedy, incluindo o então presidente dos Estados Unidos John F. Kennedy. Ele mandou entregar meia dúzia de rosas vermelhas três vezes por semana em sua cripta durante 20 anos. Ele se recusou a falar sobre ela publicamente ou de outra forma explorar seu relacionamento. Ele nunca mais se casou. De acordo com o advogado de DiMaggio, Morris Engelberg, as últimas palavras de DiMaggio foram: "Finalmente vou ver Marilyn." No entanto, o irmão de Joe, Dominic, desafiou a versão de Engelberg dos momentos finais de Joe, bem como seus motivos.

## Morte

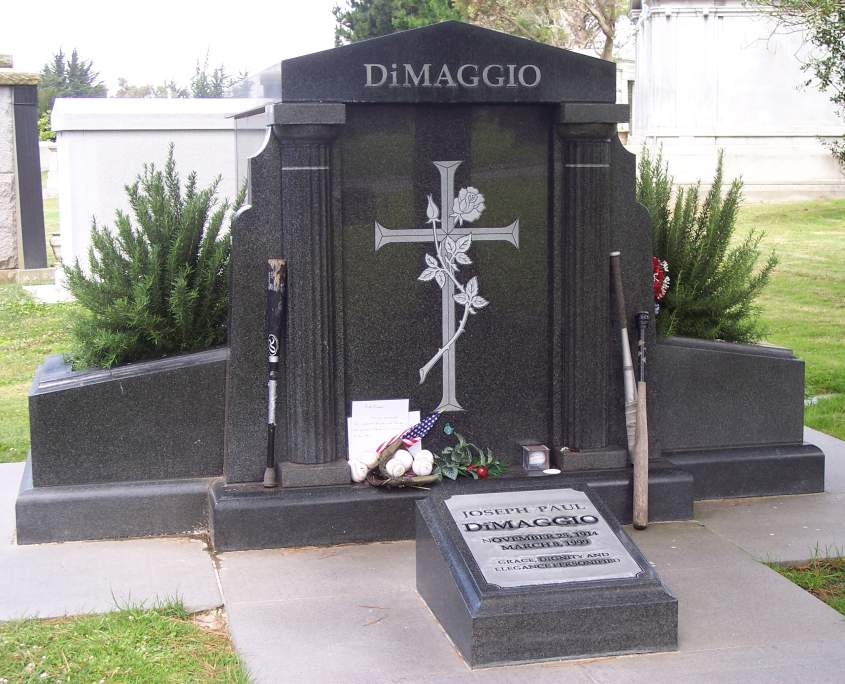
Túmulo de Joe DiMaggio em Colma, California

DiMaggio, um fumante inveterado durante grande parte de sua vida adulta, foi admitido no Memorial Regional Hospital em Hollywood, Flórida, em 12 de outubro de 1998, para uma cirurgia de câncer de pulmão e permaneceu lá por 99 dias. Ele voltou para sua casa em Hollywood, Flórida, em 19 de janeiro de 1999; ele morreu lá aos 84 anos em 8 de março.
O funeral de DiMaggio foi realizado em 11 de março de 1999, no Sts. Igreja Católica Romana de Peter e Paul em San Francisco; ele foi enterrado no cemitério de Holy Cross em Colma, Califórnia. O filho de DiMaggio morreu naquele mesmo ano em agosto, aos 57 anos.

## Honras
Prêmios
- 13× selecionado para o All-Star (1936, 1937, 1938, 1939, 1940, 1941, 1942, 1946, 1947, 1948, 1949, 1950, 1951);
- 9× campeão da Série Mundial (1936, 1937, 1938, 1939, 1941, 1947, 1949, 1950, 1951);
- 3× LA MVP (1939, 1941, 1947);
- Recorde da MLB com 56 jogos consecutivos com rebatidas válidas;
- Camisa aposentada no New York Yankees (#5);
- Time do século da Major League Baseball.